# Brigitte Kerscher-Schroll
Brigitte Kerscher-Schroll (* 2. März 1955 in Kirchberg als Brigitte Schroll) ist eine ehemalige österreichische Skirennläuferin. Ihre stärkste Disziplin war die Abfahrt. Sie wurde Österreichische Staatsmeisterin (1972 Abfahrt und Kombination; 1975 und 1977 Kombination).

## Werdegang
Brigitte Schroll wuchs in Kirchberg in Tirol auf und trainierte im Ski Klub Kirchberg.

### Österreichische Alpine Skimeisterschaften 1972
Bei den österreichischen Meisterschaften 1972 gewann sie die Abfahrt und die Kombination. 
1974 heiratete sie und startete seitdem als Brigitte Kerscher-Schroll.
Im Alpinen Skieuropacup 1975/76 wurde sie Dritte.
1975 konnte sie die Österreichische Meisterschaft in der Kombination nochmals für sich entscheiden.
1977 wurde Brigitte Kerscher-Schroll zum dritten Mal österreichische Meisterin in der Kombination (Achte in der Abfahrt und Vierte im Slalom).
Am 20. Dezember 1976 gab es einen Vierfachsieg für den ÖSV in der Damen-Abfahrt von Zell am See: Brigitte Totschnig gewann das Rennen vor Annemarie Moser-Pröll, Nicola Spieß und Brigitte Kerscher-Schroll.

## Sportliche Erfolge

### Österreichische Meisterschaften
- Österreichische Staatsmeisterin in der Abfahrt und in der Kombination 1972
- Österreichische Staatsmeisterin in der Kombination 1975
- Österreichische Staatsmeisterin in der Kombination 1977